# 早乙女乱馬
早乙女 乱馬（さおとめ らんま）は、高橋留美子の漫画作品およびそれを原作とするアニメ『らんま1/2』に登場する架空の人物で、同作の主人公。アニメでは男の状態を「乱馬」と漢字表記し、女の状態を「らんま」とひらがな表記している。一般的には「男乱馬」・「女らんま」と区別している。

## 人物
風林館高校1年生。16歳。無差別格闘早乙女流二代目。元祖無差別格闘流の後継者候補。
幼い頃から父・玄馬に連れられて武者修行の旅をして各地を転々としており6歳の時に久遠寺右京と出会う。また、中国に渡る直前はあかねたちが住む町の隣町に住んでいて、その頃に響良牙とライバル関係になった。中国に修行に行った際に呪泉郷の「娘溺泉」に落ちたことで、水をかぶると女になり、湯をかぶると男に戻る体質となった。
中国から帰国後は、天道家に父子ともに居候になる。天道家の三女の天道あかねとは許婚。これは元々親同士が決めたものだが、後にお互いに惹かれ合い、最終的には相思相愛になる。お互いに素直でないため、あかねをいつも怒らせてばかりいるものの、守るべきときには必ずあかねを守っている。明るく快活な性格から多くの女性に想いを寄せられるが、そのほとんどが腕っぷしと気が強い女性である。女の子の姿でも多くの男性に想いを寄せられているが、そのほとんどが変態かつ個性的な男性である。
格闘の腕前は一流の上、運動神経も常人離れしており、さらに相当な怪力を持つ。あかねの姉なびきが乱馬を有料で貸し出すと言った時には校内の運動部が引く手あまたであった。また、格闘新体操や格闘茶道では特殊な道具をすぐに使いこなすといった器用な一面も見せる。料理の腕前も、幼い頃は下手だったようで父親の玄馬にまずいと言われていたが、天道家居候後は抜群の包丁捌きを披露したり、山籠もりの修行中に自炊しているシーンも描かれたりと不器用なあかねよりは上手い。しかし、考えていることがすぐに言葉と表情に出てしまうため、ギャンブルや博打には滅法弱い。
シャンプー登場後は、シャンプーの曾祖母であるコロンに鍛え上げられることが多く、スピードをつけさせるためにコロンから「火中天津甘栗拳」を叩き込まれ、八宝斎の策略により力を失った際、「飛竜昇天破」を教わり、以後必殺技として使用し派生技も編み出す。また、良牙が使う「獅子咆吼弾」からの派生技の「猛虎高飛車」などの技も使うなど、技の性質を見抜いて、工夫してアレンジして使うなど格闘センスの良さを見せることが多い。他にも、幼少時の修行が元で極度の猫恐怖症である。猫への恐怖が頂点に達すると、自分を猫と思い込む「猫拳」を使う。猫拳使用時はコロンとも互角に戦えるほどの能力が引き出されるが、猫となりきっている乱馬には自覚症状がなく、記憶も残らない。
早乙女流の師匠は父親である玄馬、元祖無差別格闘流の後継者としての師匠は八宝斎であるが、二名共に素行に難があり、まともに修行を受けたことは少ない。しかし、八宝斎は自身の都合によっては乱馬に適格な助言を行う。乱馬の方も八宝斎の実力に関しては敬意を表しており、本気を出した八宝斉には早雲、玄馬と共に束になっても敵わないことを認めている。1989年版アニメでは玄馬、八宝斎、共に乱馬に真面目に稽古をつけている場面も描かれており、乱馬の武闘家としての目標は八宝斎を倒すことである。

### 容姿
主にチャイナ系の服を愛用し、黒髪の後ろ髪をおさげにして束ねているのが特徴。原作では水色、アニメでは赤色のチャイナ服を着用していることが多い。容姿は全体的に良く、母・のどかに似た顔立ちをしている。
女の姿では体格が一回り小さくなり、赤い髪が特徴のグラマーな体型の美少女となる。また、まぶたに薄くアイシャドウが入ることがある（1989年版アニメでは紫色、2024年版アニメではピンク色）。1989年版アニメでは姿に関係なく瞳は青に固定されていたが、2024年版アニメでは男の姿では黒い瞳なのに対して女の姿では薄い赤色に変化する。

### 性格
当初は高橋留美子曰く「竹を割ったようなさっぱりとした性格」というような主人公の予定であり、あかねに対して口が悪く、素直になれないといった性格ではあったが、それ以外はいたって普通で常識人であった。しかし作品のコメディ要素が強くなるにつれ、父親譲りのいい加減さに加え、かなりの負けず嫌いで根に持つ性格、無神経さ、自信過剰でナルシストといった一面も覗かせるようになる。時にあかねなどからくされ外道などと評される場面もある。しかし、その一方で感情的に打たれ弱い一面もあり、行き違いからあかねが真之介に惚れてしまったと誤解した時は、悪態もつけないほどショックを受けていた。
相当な自信家であるが、皆の見てないところで努力するなど、その辺は許婚のあかねと非常に似ている。学校での素行も良いとは言い難く、九能校長には学校一の不良と認識され、勉強についても「武闘家にはテストの点は無意味」と主張している。
とはいえそれらの短所も若気の至りの域を出ることはなく、根は優しく、困っている者を放って置けないお人好しである。ライバルの響良牙や、鬱陶しく思っている九能帯刀やいがみ合っている八宝斎でも、頼られると救出するために奔走している。ハーブとの戦いにおいては、人間に戻れなくなった良牙やムースに対し、自身を出し抜いたにもかかわらず二人のため自らが囮になって人間に戻す機会を作り出そうとし、さらに因縁の相手であるハーブが最終盤に窮地に陥った際には彼を助け出している。
父親の玄馬とは事あるごとに喧嘩しているが、母親ののどかには優しく、大切に想っている。変身体質で母を傷付けたくないのと、切腹が怖いことから、長期に渡り名乗り出たいのを堪えていた。逆に、自ら名乗り出ようとして玄馬に阻止される展開もある。
自分が女になった時の体を見慣れているため、女の体には慣れていると本人は言うものの、実際は純情で、シャンプーなどに抱きつかれたりすると舞い上がってしまう面も見せる。シャンプー、小太刀、右京など多くの女性に想いを寄せられるが、女癖は悪くはなく、基本的にあかね以外の女性には恋心を持っているそぶりは見せていない。しかし、今まで好かれていたシャンプーに反転宝珠の力で急に嫌われてしまった時は気になってしまい、必死に気を引こうとしたこともあった。あかねを助けるためなら、完全な男に戻れる機会を放棄することもある。ただし、あかね以外の女性からの誘いを突き放すわけでもなく、優柔不断な行動も多いため、あかねをいつも怒らせたり不安にさせている。また、女性に泣かれると弱い。あかねに対して涙することもある。
水をかぶると女になる体質が最大のコンプレックスで、あかねから女、半分女、オカマ、変態といった言葉をかけられると、「俺は男だ」というセリフをよく言い、非常に怒る。しかし、買い食いをする時は女だとおまけしてくれることが多いため、女の姿を利用していることもある。体質を逆手に取って八宝斎を懲らしめることもある。当初は女性の服を着ることなどにはかなりの拒絶反応を示していたが、話が進むにつれて、水泳をするときはハイレグを着用する、人をだますときに女になり女性の服を着て変装するなど抵抗がなくなっていった。また、アニメではパーラーでパフェを食べるなど甘党だが、男の姿で食べるのには抵抗があるため、女の姿であかねと一緒に食べることが多い。なお「俺はパフェが大好物だからな」と公言するほどだが、原作ではパフェを食べている描写は描かれていない。
乱馬の性格が変化していったことについて、アニメ版の声優の山口は1989年版と同時期に放送されていたギャグアニメ『キャッ党忍伝てやんでえ』のヤッ太郎役を演じていたことからアドリブでお馬鹿なリアクションを交えるようになったことも影響しているとしており、「その頃からですね。乱馬がお馬鹿になっていったのは」と菊池通隆との対談で語っている。

## 無差別格闘早乙女流
八宝斎を始祖とする実戦型格闘技。八宝斎の元祖無差別格闘流、早乙女家の無差別格闘早乙女流、天道家の無差別格闘天道流の3種類の存在が確認されており最強の武術家が元祖無差別格闘流を継承する。早乙女流は、玄馬考案のいい加減な奥義（魔犬慟哭破：負け犬の遠吠え、猛虎落地勢：土下座など）が多い。しかし山千拳・海千拳は根本こそスチャラカだが拳法の真理に適った優れた技となっている。手数で勝負する技が多いのが特徴。

## 乱馬が使用した技
猫拳
乱馬の猫に対しての恐怖心が頂点に達した時に、その恐怖から逃れるために己自身が猫になりきってしまう。猫になりきっている間、本人は全く自覚がない。猫になりきっている間の乱馬はコロンを圧倒するほどの強さになる。この時の乱馬はあかねと、かつて近所に住んでいたおばあさん以外は止められない。
女体変身
ムースとの初戦闘で使用。着膨れした服を爆発させ、バニーガール姿に変身する。男に戻れなくなっていることを悟られぬために、女装しているようにごまかした。
ヤキトリ固め
乱馬がムースの鷹爪拳を防ぐために繰り出した技。自分の両足を焼き鳥の串に見立て、相手の体を股から頭にかけて挟み込む。
火中天津甘栗拳（かちゅうてんしんあまぐりけん）
コロンより伝授された女傑族に伝わる技のひとつ。火の中の栗を熱さを感じる前に拾う修行を行うことからその名がついたとされる。超高速の正拳突きだが、その速度は一瞬に片手で数100発ものパンチを繰り出すほど。この時の乱馬はコロンの総身猫舌（そうしんマオショー）のツボによって熱の類は全く寄せ付けないため火中の栗を掴むのではなく、水槽のピラニアを掴めるようになったことで会得した。この修行で乱馬はコロンからかなりのスピードを叩き込まれ、素早い攻撃が得意となった。原作では会得以降使用するシーンは少ないが、アニメや映画版では幾度となく必殺技として使用している。ゲームでも彼の必殺技として用いられることが多い。またこの技の応用とも言える一点のみ集中して普通のパンチに見えて実は数100のパンチを瞬時に繰り出したこともある。
アニメ版26話では、原作とは違い最後まで女性の姿のままムースと戦い、応用技「空中火中天津甘栗拳」で勝利している。名前の通り空中で使用する技であり、ジャンプした乱馬を追って飛翔してきたムースへの迎撃に使われた。劇場版2作ではキリンが火中天津甘栗拳を箸で掴んで防がれた際は自ら温泉を吹き出させ足元まで浸かった湯を足で弾き、それを津甘栗拳で弾くことで箸で掴めない湯の拳弾になる「改良版火中天津甘栗拳」を繰り出している。
爆砕点穴封じ
良牙の爆砕点穴に対抗して使用。爆砕点穴で繰り出す良牙の指を、自分の指の間に挟む。一時は両手を封じたが、並外れたパワーで押し切られてしまった。
茶杓手裏剣
格闘茶道の技。複数の茶杓を手裏剣の如く投げつける。
茶釜返し
格闘茶道の技。茶釜落としの反撃に使用。相手にぶつけられた茶釜を逆に相手の顔にぶつけ帰す。
茶釜落とし二段重ね
格闘茶道の技。茶釜を二つ重ねて振り下ろす。
二人羽織
格闘出前オリジナル。相手の背中に回り、両腕をふさぎ、無理矢理料理を相手に食わせる。
扇子ホイップ
元は八宝斎の技であるキセルホイップ。相手のつかみかかる力を利用し上方へ跳ね飛ばすカウンター技。八宝斎はキセルを使うが乱馬は扇子を使用する。相手の力を利用する特性上、飛竜昇天破と同じく格上の相手にも高い効果を期待できる。
ココナッツクラッシュ
校則御免ヤシの実争奪戦で校長に使用。両足で相手の腕をつかんでひっくりかえし、頭をヤシの実にぶつけさせる。紐で宙吊りにされた状態で使い、校長に一矢報いた。
速攻黴黴撃退拳(そっこうかびげきたいけん)
八宝大火輪の対抗策として、カビ取り剤噴霧器を背負って戦う。
飛竜昇天破（ひりゅうしょうてんは）
乱馬が八宝斎の貧力虚脱灸により、赤子のごとくか弱くなったことを知ったコロンにより授けられた「女傑族秘拳中の秘拳」とされる技。氷の心でステップを踏み、相手を螺旋状に誘導し巻き込むことで闘気の渦を発生させ、冷たい“気”の拳で渦の中心を天に打ち抜くことで上昇気流を生み出し竜巻を発生させる。コロンいわく「温度差の魔拳」。脆弱な女や子どもでも絶大な威力を出せる。敵の闘気が強ければ強いほど威力が上がり、逆に敵の闘気が弱すぎたり、意図的に闘気を消されてしまうと発動できない。また、八宝斎らのように膨大な闘気の持ち主に使用する場合発生する竜巻が巨大化しすぎてしまい、足場が崩れ使用者自らも竜巻に巻き込まれてしまう欠点がある。また、相手が飛竜昇天破の修得者だと自身の気を冷たい“気”に変えることで竜巻の中でも踏み止まり、または逆に技を掛けることも可能で作中ではハーブによって破られている。相手の強さを利用する技の特性上、こちらが追い詰められている局面でも勝利を見いだせるため、ここぞという場面での乱馬の必殺技となり改訂版も多い。
飛竜降臨弾
飛竜昇天破の派生技。飛竜昇天破の竜巻によって自身を上昇し、そして飛竜昇天破によって宙にただよっている熱い“気”を、冷たい“気”のスクリューパンチを竜巻の下方に打ち抜くことで熱い“気”は風穴を通して拳に集中し竜巻から特大の熱い気弾に代わりながら下降し敵を吹き飛ばす。ハーブとの戦いでハーブの乱射した気砲の“気”とカウンターの飛竜昇天破を誘発させたのを利用して発動しハーブを倒した。スーパーファミコンのTVゲーム『らんま1/2 超技乱舞篇』を始め関連ゲームでは超必殺技の扱いを受けている。
飛竜氷突破
飛竜昇天破の変型版で。月渦蛇で凍りついた体で“気”をねじるように打ち込み飛竜昇天破水平打ちのように対象に竜巻を発生させ、周りの熱に押された冷たい“気”は、竜巻に乗り一直線に敵に向かい、当たった敵を氷砕する。この技でサフランを倒す。
飛竜仰天破
飛竜昇天破の派生技。飛竜降臨弾と原理は同じでサフランとの戦いで生じた熱を利用し冷気の拳によって飛竜昇天破水平打ちのように対象に竜巻を打ち込む技であり、あかねを助けるため放った乱馬最後の技。これによって竜の蛇口を砕き竜が天を仰ぐが如く蛇口が上向きにはまり「呪泉の水」を吐き出させる。
飛竜昇天破水平打ち
アニメオリジナルの飛竜昇天破の派生技。なつめ・くるみ姉妹と戦ったときに使用。なつめとくるみの放つ熱気と冷気を利用し真横に竜巻を放つ。螺旋のステップを踏まず上へ立ち上るはずの竜巻を水平に打ち出すため、通常の飛竜昇天破に比べ威力が格段に低い。
獅子咆哮弾（ししほうこうだん）
良牙の必殺技で、見よう見まねで乱馬も使用。自らの不幸な境遇により重くなった気を相手に放つ。その技の性質上、能天気な人物は使いこなすことはできない。完成型は重い気を自分の周りに落として敵を押しつぶす。その際、技を放った本人は放心することで回避しているが、雑念を与えられ持ち直してしまうと自滅してしまう。乱馬は完成型を使用できず、その性格から良牙ほどの威力は出ない。よって猛虎高飛車という別の技を使うことになる。
猛虎高飛車（もうこたかびしゃ）
獅子咆吼弾の派生技。良牙の獅子咆吼弾に対抗するため乱馬が開発した。強気を利用し、強い気を放つ。気持ちで負けていると威力が下がってしまう。高橋留美子展の特別アニメでは女性化していた乱馬や日暮かごめをしつこくナンパした諸星あたるに使用して、あたるを黒焦げにした。映画ではあかねを守るために男に戻れるチャンスを放棄し泉を破壊するために使用した。
未完成猛虎高飛車
名称は便宜上で乱馬が獅子咆哮弾の特訓中、自分に合わない技と悟った時に偶然出た「気の迷い」。気そのものが迷っており、弾道が不安定でどこに飛ぶかわからない。乱馬に直撃する。しかし、これが出たおかげで獅子咆哮弾の原理を理解し自分に合った気で新たな技として猛虎高飛車を編みだす。
猛虎高飛車ダブル
片手、片手で一個ずつ「猛虎高飛車」の気弾を放つ派生技。ひな子の隙を作ろうと使用したが、あえなく「つり銭返し」で対応されてしまう。
早乙女流グルメ・デ・フォアグラ
大昔の格闘ディナーの達人集団「プチプーシュ（小さな口）」が生み出した格闘ディナーの奥義。相手をガチョウに見立てて自分の料理を相手に食べさせるという、食べる姿を見せないで自分の料理を相手よりも先に片付けなければならない（つまり、自分で全部食べる必要はない）という格闘ディナーの裏をかいた技。皿で口を塞ぐ、ひょっとこ以上に口を突き出してそらすなどでガードは可能。しかし、らんまは「周囲の観客に料理を飛ばし食べさせる」という更なる離れ業を披露して、相手の防御の上を行った。この技は乱馬が想像でアレンジしたグルメ・デ・フォアグラであるが、マダム・サンポールの発言からすると本家のグルメ・デ・フォアグラも全く同一の技のようである。欠点は栄養失調になるということだが、乱馬は極度の飢餓から、普通の口でありながら超高速の大食いを土壇場で見せ、勝利した。
海千拳（うみせんけん）
山千拳と対をなす秘拳。気配を消しながら数々の技で敵を攻撃する柔の拳。邪拳として開発者である玄馬により封印されていた。その正体は気配を消して事に及ぶコソ泥の心得。
より高度な技術が要求されるが、山千拳よりも強力とされる。乱馬曰く「山千拳に勝る技」。強力な技が多いが、山千拳の使い手公紋竜に勝利した際、公紋との約束通り、山千拳と海千拳を封印したため、これ以降の戦いでは一度も使用していない。
白蛇吐信掌（はくだとしんしょう）
素早く相手の後ろに回り込み連打を打ち込む。
鎧戸裂牙断（がいとれつがだん）
敵の攻撃を噛みついてガードする。けっこう強引な技だが海千拳の一つ。
支柱落地勢（しちゅうらくちせい）
両手で敵の足を払い、敵の体勢を崩すと同時に股の間から敵の後ろを取る技。
護身流星布（ごしんりゅうせいふ）
風呂敷を巻き付けて敵の気をそらす技。秘伝書には「鯉魚翻身布」と書かれている。夜叉探海包のための大風呂敷護身大流星布もある。
鯉魚翻身（りぎょほんしん）
護身流星布からの流れ技。魚のように身を翻し敵のバックを取る。
背山倒海態（はいざんとうかいたい）
敵の首に巻き付けた護身流星布を敵を背負うように締め上げる。
夜叉探海包（やしゃたんかいほう）
海千拳究極奥義。大風呂敷・護身大流星布で、鬼神来襲弾が作りだす真空を利用して、辺りの土や岩などを包み込み、それらを一気に放つことで敵を飲み込ませる。公紋竜の放った鬼神来襲弾の真空を利用、周りの土と共に完全に竜を埋めてしまった。
敵前大逆走（てきぜんだいぎゃくそう）
早乙女流の真髄「走・考・攻」を顕著に表している。簡単に言えば逃げながら反撃方法を考えると言うこと。簡単に見えるが、玄馬曰く案外難しいらしい。
胸囲掌握鷹爪拳（きょういしょうあくたかづめけん）
相手の胸を掴むことで相手を驚かせ、一時的に動きを止めるセクハラ技。男にはほとんど効果がない。
猛虎落地勢（もうこらくちせい）
玄馬が高地から落下し痛がっている虎を見て思いついた。単なる土下座。怒ったあかねに対して玄馬とともに使用。
狼牙襲背態（ろうがしゅうはいたい）
敵の注意をそらし、背後から攻撃する。相手の注意を地面に集めて上から攻撃する猛虎一撃態（もうこいちげきたい）もある。
蛙轢死態（かえるれきしたい）
土下座で相手の油断を誘い、隙をついて攻撃するという卑怯な技。
魔犬慟哭破（まけんどうこくは）
敵から遠ざかり罵声を浴びせかける。とどのつまり負け犬の遠吠え。
パンスト流星脚（パンストりゅうせいきゃく）
あかねが繋ぎ合わせたパンストの片方をパンスト太郎に結びつけ、もう片方を持ったままわざと吹っ飛ばされ、パンストの伸縮の反動を利用して打ち込んだ高速の蹴り。打たれ強いパンスト太郎をKOした。
霞返し（かすみがえし）
敵が飛ばしてきた粉を、うちわであおいで相手に返す技。
氷河烈風息（ひょうがれっぷうそく）
乱馬が早乙女のどか、八宝斎から逃げるため、冷蔵庫の中に入っていた際、体温が異常なまでに下がったことで生まれた突発秘技。とても冷たい氷のような息を吹きかけ、相手を凍らせる。
徒手孝行乱打（としゅこうこうらんだ）
阿修羅の弱点が肩こりだと察した乱馬が、ルージュの肩を乱打して刺激、こりをほぐした技。つまり、ただの肩叩き。
畳返し（たたみがえし）
勢いよく畳を返して、敵の視界を封じ、ひるませる……と、ここまでは普通の畳返しと同じだが、早乙女流畳返しは、返した畳を背負い敵を畳の上におびき寄せた上で、反撃・逃走を図る。
直接蹴打流星脚（ちょくせつしゅうだりゅうせいきゃく）
サフランが直接の打撃に弱いと見抜いた乱馬が、凍らせた岩に隠れながら打ち込んだ蹴り。威力は普通の蹴りと同じだが、打たれ弱いサフランにはかなり効いた。
蛇拳（じゃけん）
蛇のような手のかまえで相手に飛び掛る技。鳳凰の力を得た久能に対抗するために徹夜で特訓した技。鳥の天敵である蛇で鳳凰を怯ませようと目論んだが失敗し、返り討ちに遭った。
ローリングソバット中華風
足に中華麺を絡み付けて相手を蹴飛ばす技。
ブラジャー攻撃
あこがれの黒髪攻撃
竜の髭の効力で髪が伸びまくった乱馬が使用。大増殖した髪の毛で相手を縛り上げる。竜の髭を狙う八宝斉を攻撃した。
合成人間
メモリーアルバムアタック
バトンを旋回させ、自身の豪華生写真をばらまくという技。これにより受けた九能の感動は今条マリ子のラブレターの比ではなかったらしい。
てめえというやつはフロントキック
今条マリ子が久能から身を引こうした際に、久能がそれを引きとめてしまったため、それに怒った乱馬が放った前蹴り。
バトンランデブーなだれ落ちアタック
応援対象を切り替えた乱馬がマリ子に使用。マリ子が投げたバトンを自分のバトンで落とし、それを九能の頭の上に落とす。
愛のファンファーレ金管痛激破
吹奏楽部の楽器を借り、それを目の前で一気に吹き鳴らす。「団体秘技・雲上蟻地獄」を破った。
愛の助太刀両断キック
愛のとりこ蜘蛛の糸フライングデープで奪いとられた竹刀のリボンを断ち切った蹴り上げ。
最終応援・背後霊軌道修正両脚除霊クラッシュ
愛の背後霊アトミックボンバーで空中から落下してくる久能先輩を足ではさみこみ、軌道をずらし頭から地面に叩きつけた技。
闘気吸引体質解消のツボ
五点のツボを同時に押す。
祝勝眼痛泡沫弾
ビール瓶を振って蓋を開けてビールを泡を敵の目へと飛ばす技。祝勝会の重大儀式・ビールかけのとき、ビールが目にはいった際の激痛は筆舌に尽くしがたく、どんな名選手も地獄の苦しみにのたうちまわるという。
男子胸筋圧
女状態の乱馬の時に相手を胸で抱きしめ、突如、お湯に入ることで男に戻り、その胸で押しつぶすという最悪奥義。
手打ち麺ドロップ
ローリングソバット中華風で巻き上げた相手を上から踏みつけ地面に叩きつける技。
急降下爆撃
アニメ熱闘編第86話にて登場。スイカの種を口に含んだ状態でジャンプし、そのまま地面に向かって爆撃のごとくスイカの種を連続して吐き出す。
早乙女流マルヒ奥義 浴衣巻き
アニメ熱闘編第81話で使用。対象に浴衣をかぶせ、目隠し&動きを封じる技。
三三九度攻撃
八宝斉を黙らせるために使用。アルコールの高い日本酒をたっぷりと飲ませる。
破毒
あらゆる毒を防ぐ「破毒盾（ポーデュドゥン）」によって毒を弾くが、薬に弱い。
斬毒
あらゆる毒をも切り裂く「斬毒刀（ザンデュダオ）」によって毒を斬るが、一度しか使用できない。
人間ロケット
妖怪・猫魔鈴との戦いで使用。いったん後方にさがって勢いをつけ、ロケットのように突撃する。シャンプーにかかった猫化の呪いを解くために使用した。
柄杓打ち
格闘茶道の技。茶釜返しからの連携で使用。相手の頭に茶釜をかぶせてそれを柄杓で叩くことによる騒音で攻撃する。
クロスカウンターキック
ムースとの戦いで使用。相手の飛び蹴りに合わせて、キックを繰り出す。ムースと女性時の自分の手足の長さを計算しそこねたため、一方的に蹴られた。後の、楽太郎との戦いでも登場し、こちらは成功している。
真剣白歯どり
ヤマタノオロチに食われかけた乱馬が使用。オロチが振り下ろした牙を両手で受け止めた。
机の一本釣り
格闘新体操の技。リボンで机を吊り上げ、そのまま相手を殴りつける。小太刀が使った「実の兄」とぶつかりあい、お互い無効になった。
八宝五円殺封じ
五円玉の穴にピンポイントで小さい鉛筆を指弾で打ち込む。
微笑み三年殺し怒気払い
文字通り「微笑み三年殺し」の怒気を払う技。怒気が蓄積しているツボを押し、溜め込まれた怒気を開放する。ただし、そのツボは尻にあるため、うまくやらないとかえって怒りを買うことになる。
合体激流猛進（がったいげきりゅうもうしん）
アニメ熱闘編第12話に登場。らんまとあかねが、かけ声と共に背中合わせに合体し、防御力と攻撃力を増大させることができる技。天道道場が道場破りに襲われ、道場破りが繰り出す激流のような攻撃を、この技によって打ち破ることができた。無差別格闘流マル秘奥義とうたわれた、幻の秘技。

### 乱馬に関係ある物
竜の髭
乱馬の髪を結んでいた紐。原作・アニメ両方のエピソードにて登場。出汁をとるための食材。実は毛はえ薬として使われる漢方薬で、これの出汁で作ったお粥を食べると髪が急激に伸びる性質がある。玄馬たち頭がはげている人間には夢のような薬だが、髪がフサフサの人間が食べると、効果が切れるか、毛根が死滅するまで伸び続ける厄介な一面がある。万が一食べてしまったときは、竜の髭で髪を縛るしかない。中国での修行中に乱馬がうっかり食べてしまい、効果が切れるまでこれで髪を縛ることになった。女性には効果がなく、賞味期限が切れると効果はなくなる。
恥ずかしい写真
乱馬の恥ずかしい姿が激写されている写真の数々。飛竜昇天破の修行のときには玄馬が乱馬の子供時代の写真を持っており、修行に使用。他にも、乱馬が八宝斎の闘気を引き出すために女状態の恥ずかしい写真を使用したり、他のキャラクターが乱馬を脅迫する際に使用したりする。
早乙女家の家宝
早乙女家に先祖代々伝わる家宝。早乙女家の先祖が近所の格闘大会で優勝したときの記念メダルであるが売却したとしても2千円程度である。のどかの意向で乱馬が受け継ぐはずであったが、2千円に目の眩んだ玄馬に狙われる。母親の前で立派に家宝を継いで安心させようと思っていた乱馬だったが、のどかを助けた際に玄馬に奪われてしまう。しかし、先祖によって既に質入されており、箱の中には質札だけが残されていた。
月渦蛇（げっかじゃ）
最終回シリーズで乱馬が使用する武器。サフランの金蛇環と対をなす中国の秘宝。強力な熱を操る金蛇環に対しこちらは強力な冷気を操れる。単純な武器としても強力で離れた位置にあるものも容易に斬り裂く。ガイド曰く月渦蛇で殴ると相手は死ぬ。

## キャスト
声優
- 山口勝平（テレビアニメ版）
- 林原めぐみ（テレビアニメ版・女らんま / 幼少期）
- 野島健児（SANKYOパチンコ版）
- 沢城みゆき（SANKYOパチンコ版・女らんま、『三国志大戦』）

俳優
- 賀来賢人（テレビドラマ版）
- 夏菜（テレビドラマ版・女らんま）

## 評価・影響
水をかぶると女になり、お湯をかぶると男に戻るという性転換の条件は、従来の多くの性転換もの（不可逆か、あるいは可逆だが困難）に比べ、ちょうど良い難易度に設定されていると一般に評されている。ライターの来栖美憂は、完全にフィクションに振り切っていながら、中途半端に現実的な手段でないためにむしろ「すっと受け入れられる」と評し、水よりもお湯のほうが入手困難な点が、しばしば女になる一方で男には戻りづらくさせており、作劇上のポイントになっていると分析している。時代感覚に即した絶妙なバランスと、それにより簡単に男女の垣根を行き来できるという点は、乱馬というキャラクターへの支持に繋がり、多くの読者の羨望を集めることになった。
漫画研究家の藤本由香里は、女装のかわいらしさと男の凜々しさが性転換時に同居している点が魅力であるとし、「男でいる間と女でいる間との配列が絶妙で、乱馬は一種、女の理想の男性ではないかと思ってしまう。呪いが解けて完全な男性になどなってほしくないと思うのは私ばかりではあるまい。」と述べている。
漫画家のふみふみこと秀良子が2015年の対談の中で乱馬に触れている。「『らんま』は罪ですよ（笑）」と述べた秀良子に、ふみが「ありとあらゆるひとにいろいろなものを植えつけ」たと応じ、以下のように続く。
『SmaSTATION!!』にて行われたアンケート「大人が選ぶアニメヒロイン ベスト30」で、らんまがランクインしている。
2024年、2009年に名古屋港水族館の水槽で発見された甲殻類が、北海道大学大学院の研究によって新種と判明。雌雄同体であることから、早乙女乱馬にちなんで「ランマアプセウデス」と命名された。

## その他
- 上記の『キャッ党忍伝てやんでえ』26話の敵メカで「チョモランマ1/2（にぶんのいち）号」が登場しており、これを演じたのは林原めぐみだった。当時のスタッフによると、これは「らんま」のパロディであるとのこと。
- 男乱馬の声を担当した山口は、乱馬を演じるに当たって地声が高めであったため「一番低い声で演じてね」と言われていた。
- 女らんまの声を担当した林原は、恋愛関係のかっこいい台詞[注釈 19]のほとんどは山口が言っていたため、山口がとても羨ましかったとアニメ第1作終了時に語っていた。だが、劇場版やアニメオリジナルエピソードでは上記の台詞を女らんまが言う場面があった。また、アニメ第1作の最初の頃に音響監督から「可愛くかっこよく色っぽく」演じるように言われ混乱したという。
- 高橋留美子展の特別アニメでは女の姿でいたところを前作『うる星やつら』の諸星あたるにナンパされている。また、このアニメでは犬夜叉とも出会う。この時男の姿に戻っていた乱馬は、犬夜叉を「呪泉郷で溺れて犬耳が生えている」と勘違いし、「どこの呪泉郷に落ちたんだ?」と尋ねたり、「えらく中途半端な溺れ方をしたんだな」と苦笑していた。乱馬と犬夜叉はどちらも山口が担当しているため、犬夜叉からは「おまえ、俺の声に似てるな」と言われた。
- ゲームソフト『スーパーロボット大戦OG ORIGINAL GENERATIONS』ではタスク・シングウジ（男乱馬を演じた山口が担当）をゲシュペンストMk-II・タイプSに搭乗させ、技の一部である「究極!ゲシュペンストキック」を使うと「直接蹴打流星脚」、あるいは「パンスト流星脚」のいずれかを叫ぶ演出がある。前者はアニメ化されていないエピソードでの技であり、後者は原作では女らんまの繰り出した技である。